# Ludność Otwocka

## LudnośćOtwocka
- 1939 – 19 900
- 1946 – 12 592 (spis powszechny)
- 1950 – 18 076 (spis powszechny)
- 1955 – 31 088
- 1960 – 36 307 (spis powszechny)
- 1961 – 37 200
- 1962 – 37 300
- 1963 – 38 000
- 1964 – 38 300
- 1965 – 38 381
- 1966 – 38 300
- 1967 – 40 100
- 1968 – 40 400
- 1969 – 40 600
- 1970 – 40 218 (spis powszechny)
- 1971 – 40 183
- 1972 – 40 800
- 1973 – 41 600
- 1974 – 42 365
- 1975 – 42 916
- 1976 – 43 300
- 1977 – 44 000
- 1978 – 47 837 (spis powszechny)
- 1979 – 47 400
- 1980 – 47 353
- 1981 – 47 362
- 1982 – 47 298
- 1983 – 45 535
- 1984 – 45 392
- 1985 – 45 413
- 1986 – 44 972
- 1987 – 44 704
- 1988 – 45 066 (spis powszechny)
- 1989 – 44 692
- 1990 – 44 283
- 1991 – 44 167
- 1992 – 43 201
- 1993 – 43 363
- 1994 – 44 068
- 1995 – 44 184
- 1996 – 44 168
- 1997 – 44 303
- 1998 – 44 361
- 1999 – 44 356
- 2000 – 44 356
- 2001 – 44 393
- 2002 – 42 736 (spis powszechny)
- 2003 – 42 606
- 2004 – 42 765
- 2005 – 42 976
- 2006 – 43 388
- 2009 – 44 216
- 2010 – 44 487
- 2011 – 44 907
- 2012 – 44 944
- 2014 – 45 044

## Piramida wieku
Piramida wieku mieszkańców Otwocka w 2014 roku

## Powierzchnia Otwocka
- 1995 – 47,34 km²
- 2001 – 47,33 km²
- 2006 – 47,31 km²